# Symfonie nr. 4 (Sierra)
Roberto Sierra voltooide zijn Symfonie nr. 4 in 2009. Het werkte er bijna twee jaar aan.

## Achtergrond
De symfonie kwam tot stand door een opdracht van twaalf symfonieorkesten in de Verenigde Staten. Onder die orkesten bevond zich een van de top 5 orkesten van de Verenigde Staten het Philadelphia Orchestra. Medeopdrachtgever was de Sphinx Organisation, die tot doel heeft het promoten van Amerikaanse muziek van componisten van Afrikaanse en Zuid-Amerikaanse komaf. Sierra valt in minstens twee categorieën; hij is Amerikaan geboren op Puerto Rico. Het Nashville Orchestra, een van de andere geldschieters van deze vierde symfonie, gaf op 1 oktober 2009 de wereldpremière van dit werk onder leiding van haar (toen vaste) dirigent Giancarlo Guerrero. Het werk verdween toen even uit zicht. Diezelfde combinatie was verantwoordelijk voor heruitvoeringen in 2012 en toen pakte ook een van de “grote vijf” orkesten het op. 
Het Philadelphia Orchestra gaf op 1 november 2012 hun eerste uitvoering van dit werk in een programma waarin tevens muziek van Aaron Copland (Appalachian Spring), Samuel Barber (deel uit Medea) en George Gershwin (Pianoconert). Opnieuw was Giancarlo Guerrero de dirigent.

## Muziek
Het werk kent de traditionele vierdelige opzet en is volgens Sierra zelf een voortzetting van de klassieke symfonietraditie. Sierra ontving zijn opleiding deels in Duitsland. Echter als Puerto-Ricaan heeft hij net als in zijn eerdere symfonieën (Symfonie nr. 3 kreeg als bijtitel "Salsa") Zuid-Amerikaanse dan wel Spaanse invloeden geïntegreerd. Dat laatste is ook terug te vinden in de vier aanduidingen van delen:
- Moderademente rápido
- Rápido
- Tiempo de bolero
- Muy rápido y rítmico

Voor degenen die tijdens het genoemde concert hedendaagse klassieke muziek verwachtten, zij kwam bedrogen uit. De muziek is melodieus van karakter. De Philadelpiha Inquirer omschreef het werk als soms donker en dan weer lichtvoetig van aard. Het scherzo binnen de symfonietraditie is te vinden in deel 2, het serieuze deel in deel 3. Deel 4 is dan weer romantisch van aard.

## Orkestratie
- 2 dwarsfluiten, 1 piccolo, 2 hobo’s, 1 althobo, 2 klarinetten (waaronder 1 esklarinet), 1 basklarinet, 2 fagotten, 1 contrafagot
- 4 hoorns, 3 trompetten, 3 trombones, 1 tuba
- pauken, percussie, 1 harp, piano/celesta
- violen, altviolen, celli, contrabassen